# John Halligan
John Halligan (né le 18 janvier 1955) est un homme politique indépendant irlandais qui est Teachta Dála (TD) pour la circonscription de Waterford de 2011 à 2020. Il est également ministre d’État de 2016 à 2020.

## Biographie
Il est élu au conseil municipal de Waterford en 1999, pour le Parti des travailleurs. Aux élections locales de 2004, il arrive en tête du scrutin dans la zone électorale n°3 de Waterford. Il n'est pas candidat du Parti des travailleurs dans la circonscription de Waterford aux élections générales de 2002 et 2007. En février 2008, il démissionne du Parti des travailleurs, lorsque le parti refuse d'abandonner son opposition aux frais de service, que Halligan soutient. En 2009, en tant que candidat indépendant, Halligan arrive de nouveau en tête du scrutin dans sa région. Après les élections locales de 2009, Halligan conclut un pacte avec le Fine Gael et le Parti travailliste au sein du conseil municipal de Waterford. En conséquence, il est élu maire de Waterford, en poste de 2009 à 2010.
Il est élu député pour la circonscription de Waterford aux élections générales de 2011, recevant 5 546 votes de première préférence (10,3 %) et est élu au 11e décompte. À la suite de son élection au Dáil en février 2011, Sean Reinhardt est coopté pour remplacer Halligan au conseil municipal de Waterford.
Il rejoint l'Alliance indépendante dès sa création en 2015. Le 27 février 2016, il est réélu député pour Waterford aux élections générales, recevant 8 306 votes de première préférence et est élu au 8e décompte. Après de longues discussions sur la formation du gouvernement, l'Alliance indépendante soutient la nomination d'Enda Kenny au poste de Taoiseach le 6 mai 2016, permettant à Kenny de devenir le premier chef du Fine Gael à être réélu au poste de Taoiseach.
Le 19 mai 2016, Halligan est nommé par le nouveau gouvernement ministre d'État au ministère de l'Éducation et des Compétences et au ministère de l'Emploi, de l'Entreprise et de l'Innovation, chargé de la formation et des compétences. Le 20 juin 2017, après que Leo Varadkar ait succédé à Kenny au poste de Taoiseach, Halligan est nommé par le gouvernement ministre d'État au ministère de l'Éducation et des Compétences et au ministère des Affaires, des Entreprises et de l'Innovation, chargé de la formation, des compétences, de l'innovation et de la recherche. et Développement.
Il prend sa retraite du Dáil lors des élections générales de 2020 le 8 mai, restant en poste en tant que ministre adjoint jusqu'à la formation d'un nouveau gouvernement le 27 juin 2020.